# Phortica polychaeta
Phortica polychaeta är en tvåvingeart som först beskrevs av Wheeler 1968.  Phortica polychaeta ingår i släktet Phortica och familjen daggflugor. Inga underarter finns listade i Catalogue of Life.